# Salón México
Salón México es una película de melodrama mexicana de 1948 escrita y dirigida por Emilio "El Indio" Fernández, y protagonizada por Marga López, Miguel Inclán y Rodolfo Acosta. Esta película describe la vida de una cabaretera en su lucha por darle una mejor vida a su hermana.

## Argumento
Mercedes trabaja  en el "Salón México" para sostener los estudios de Beatriz, su hermana menor, en un exclusivo colegio de señoritas. Beatriz no sospecha a qué se dedica Mercedes y sueña con casarse con Roberto, un joven piloto del hijo de la directora del colegio. Los problemas se presentan cuando Mercedes y Paco, su explotador, ganan un concurso de danzón. Paco se niega a compartir el premio y Mercedes, desesperada, roba el dinero mientras él duerme.

## Reparto
- Marga López.... Mercedes Gómez
- Miguel Inclán.... Lupe López
- Rodolfo Acosta.... Paco
- Roberto Cañedo.... Roberto
- Mimí Derba.... directora del colegio de señoritas
- Carlos Múzquiz.... patrón
- Fanny Schiller.... prefecta del colegio de señoritas
- Estela Matute.... cabaretera
- Silvia Derbez.... Beatriz
- José Torvay.... policía sordo
- Maruja Grifell.... profesora
- Hernán Vera.... cuidador del hotel
- Humberto Rodríguez.... velador
- Luis Aceves Castañeda.... ladrón
- Francisco Reiguera.... ladrón
- Zoila Esperanza Rojas.... intervención musical
- Celia Cruz.... intervención musical
- Son Clave de Oro.... intervención musical
- Mulatas de Fuego.... intervención musical

## Recepción
Ocupa el puesto número 28 entre las cien mejores películas del cine mexicano, esto de acuerdo a la opinión de 25 críticos publicada en una lista por la revista Somos, en julio de 1994.

## Premios y nominaciones

### Premio Ariel(1950)
| Categoría                   | Persona        | Resultado |
| --------------------------- | -------------- | --------- |
| Mejor Actriz                | Marga López    | Ganadora  |
| Mejor Coactuación Masculina | Rodolfo Acosta | Nominado  |